# 阿雷讷 (克勒兹省)
阿雷讷（法語：Arrènes，法語發音：[aʁɛn]）是法国克勒兹省的一个市镇，属于盖雷区。

## 地理
阿雷讷（46°4'17"N, 1°34'12"E）面积22.56 平方千米，位于法国新阿基坦大区克勒兹省，该省份为法国中部省份，位于法國中央高原西北部，北起安德尔省和谢尔省，西接维埃纳省，南至科雷兹省，东临多姆山省，东北与阿列省接壤。
与阿雷讷接壤的市镇（或旧市镇、城区）包括：沙特吕勒马谢、马尔萨克、穆里尤-维埃耶维尔、圣古索、洛里耶尔、菲尔萨克。

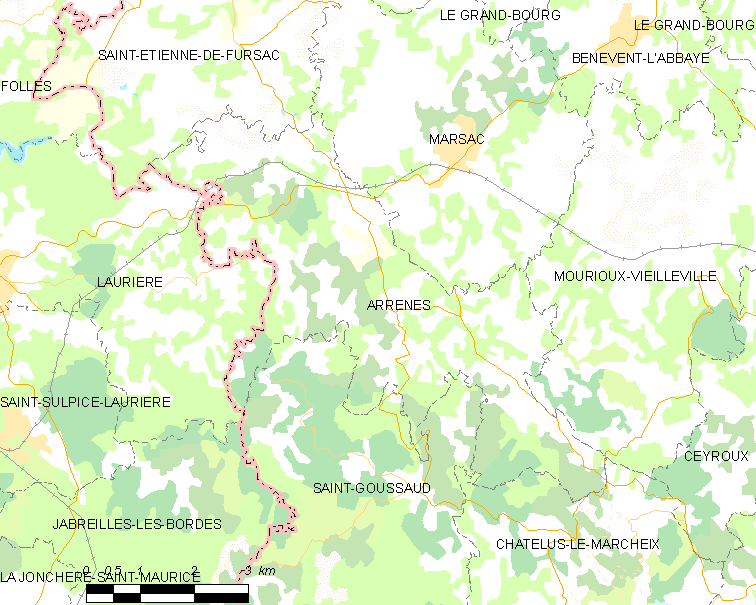
的OSM定位图

阿雷讷的时区为UTC+01:00、UTC+02:00（夏令时）。

## 行政
阿雷讷的邮政编码为23210，INSEE市镇编码为23006。

## 政治
阿雷讷所属的省级选区为勒格朗堡县。

## 人口

1962-2008年间人口变化图示

阿雷讷于2022年1月1日时的人口数量为205人。